# Фіялка шорстка
Фіялка шорстка, фіалка шершава (Viola hirta) — вид рослин з родини фіалкові (Violaceae), поширений у Європі й західній частині помірної Азії. Етимологія: лат. hirtus — «волохатий».

## Опис
Маленька рослина, яка росте групами, як правило, до 10 см у висоту, волосата. Листки яйцювато-довгасті, до трикутно-яйцюватих, з глибокою серцеподібною виїмкою, округлозубчасті, завдовжки 1.5–5 см чи більше у зрілості, менші в період цвітіння. Квіти блакитно-фіолетові, ≈ 1.5 см напоперек, іноді білі або з прожилками рожеві або фіолетові. Квітне навесні.

## Поширення
Поширений майже у всій Європі й у західній частині помірних областях Азії. Населяє травянисті й чагарникові місцевості, відкриті ліси над крейдою або вапняком.
В Україні зростає в лісах, чагарниках, на схилах — на всій території, крім крайнього півдня та Криму.

## Галерея

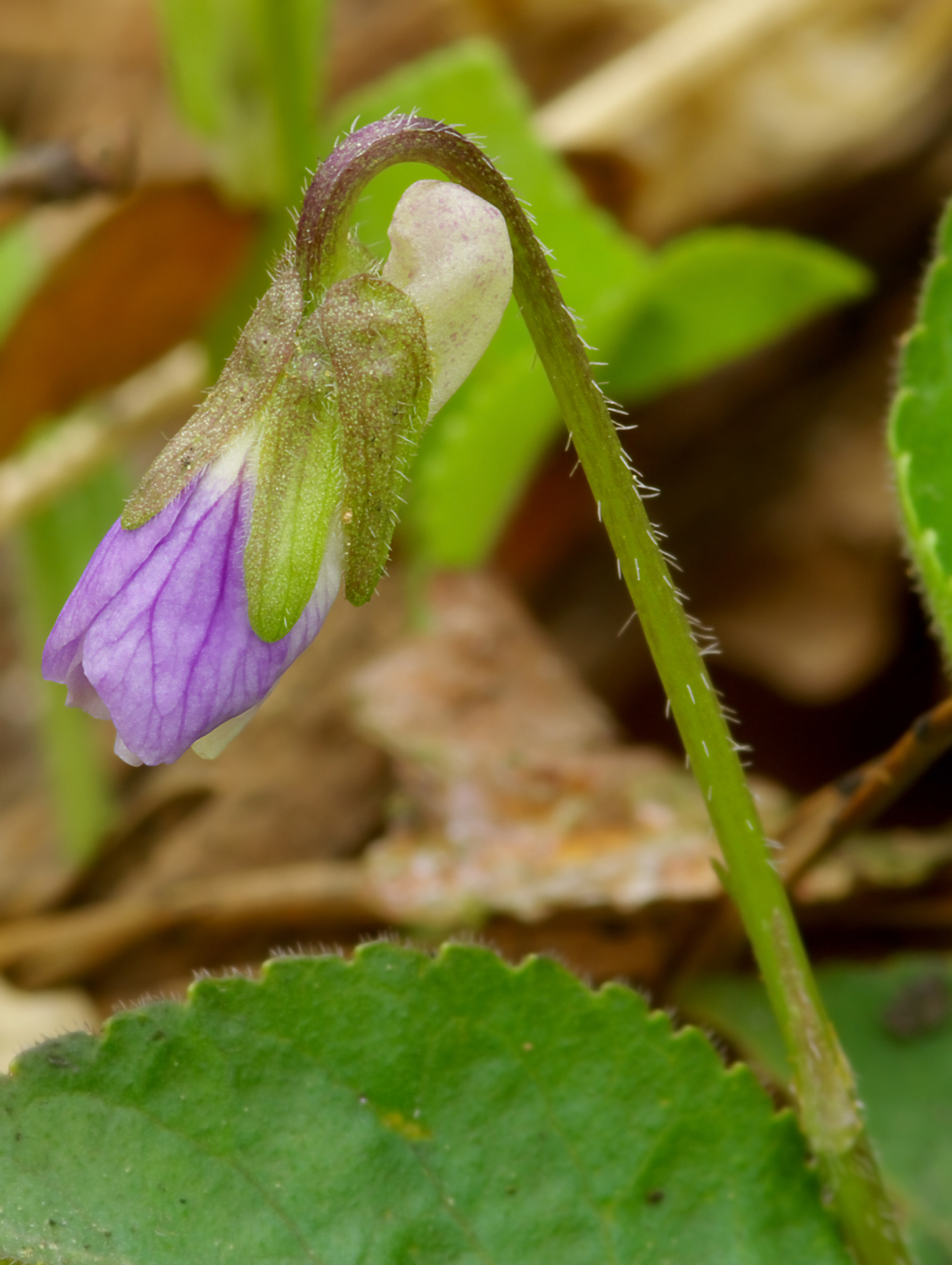
стебло
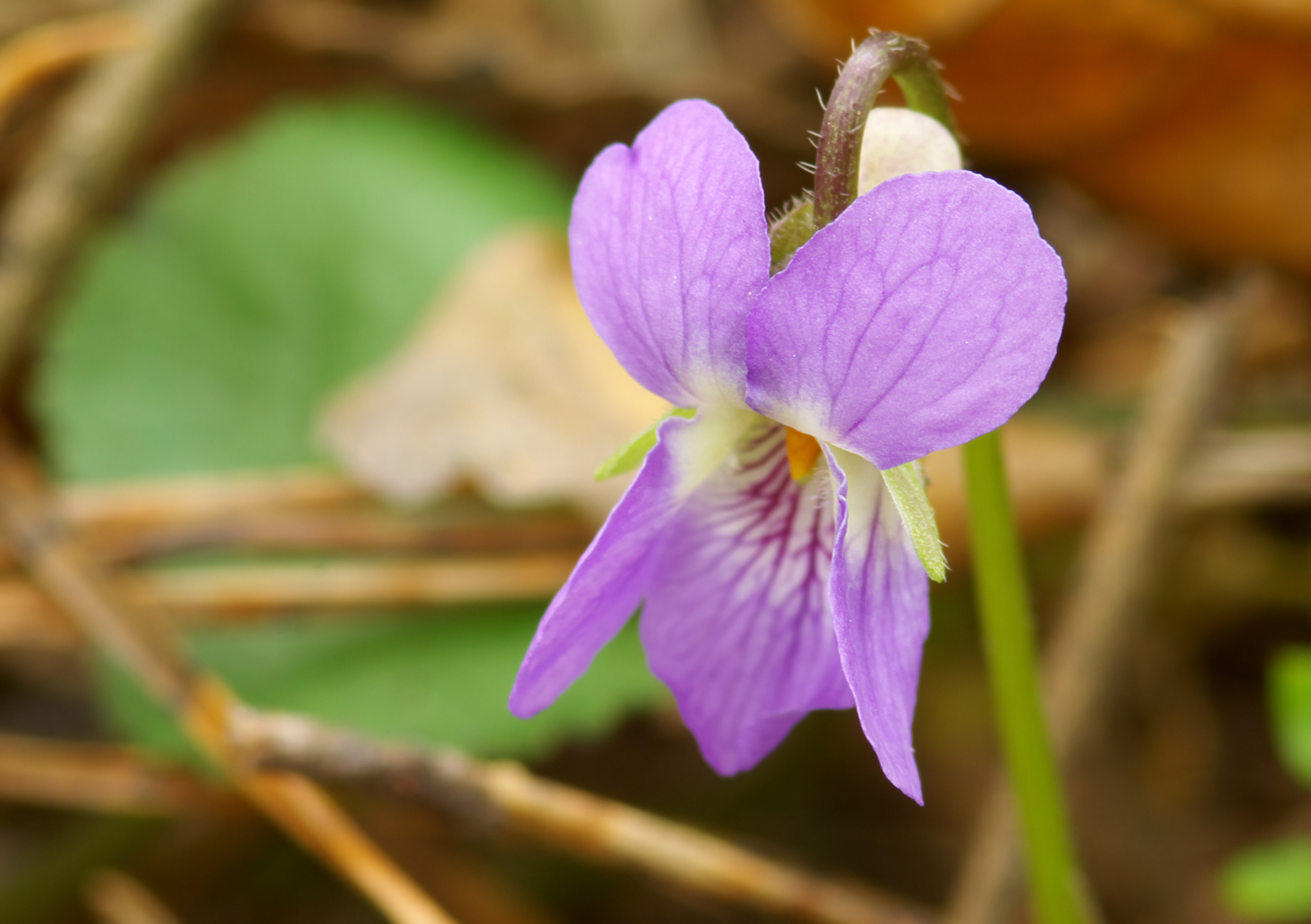
квітка
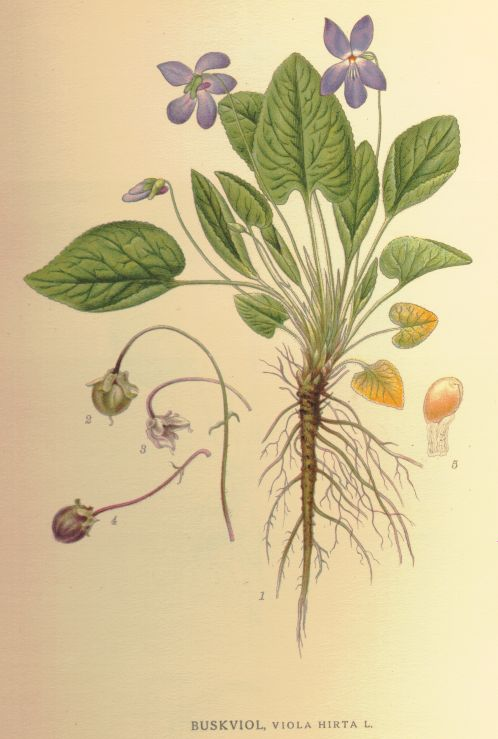
ілюстрація